# Centropyge boylei
Centropyge boylei là một loài cá biển thuộc chi Centropyge trong họ Cá bướm gai. Loài này được mô tả lần đầu tiên vào năm 1992.

## Từ nguyên
Từ định danh của loài được đặt theo tên của Charles "Chip" J. Boyle, một thợ lặn kiêm nhà sưu tập cá cảnh, người đã phát hiện và thu thập mẫu vật của loài cá thần tiên này.

## Phạm vi phân bố và môi trường sống
C. boylei hiện chỉ được biết đến tại đảo Rarotonga thuộc quần đảo Cook ở Nam Thái Bình Dương, mặc dù phạm vi của chúng được nghĩ là có thể trải rộng hơn.
C. boylei sống gần các rạn san hô viền bờ, đặc biệt là nơi có nền đáy là san hô vụn và có nhiều hang hốc, độ sâu khoảng từ 55 đến 120 m.

## Mô tả
C. boylei có chiều dài cơ thể tối đa được biết đến là 7 cm. Cơ thể có màu đỏ da cam với 5 dải sọc dọc màu trắng (các sọc kéo dài đến các vây). Mõm và ngực màu trắng; vùng quang mắt phớt màu vàng cam. Vây lưng và vây hậu môn có dải viền màu trắng xanh lam ở phía sau. Vây đuôi trong mờ, có màu trắng. Vây ngực trong mờ, phớt vàng. Vây bụng màu vàng, có màu trắng ở các tia vây dài.
Tên thông thường trong tiếng Anh của C. boylei là peppermint angelfish, bắt nguồn từ màu sắc cơ thể của chúng khá giống với loại kẹo gậy vị bạc hà Âu (peppermint) thường được bán trong mùa Giáng Sinh.

## Sinh thái học
Thức ăn của C. boylei là tảo, và chúng có thể sống theo cặp hoặc hợp thành từng nhóm nhỏ như những loài Centropyge khác.

## Phân loại học
Một số nhà khoa học đã xếp C. boylei cùng hai loài là Centropyge venusta và Centropyge multifasciata vào chi Paracentropyge, trong khi nhiều nhà khoa học khác chỉ xem Paracentropyge là một phân chi của Centropyge.

## Thương mại
C. boylei rất hiếm khi được thu thập cho việc buôn bán cá cảnh, bởi loài này sống ở môi trường nước sâu nên khó mà tiếp cận được chúng. Một cá thể C. boylei tại Thủy cung Waikīkī (Honolulu) đã được các nhà sưu tập trả mức giá cao tới 30.000 USD. Đó cũng là cá thể duy nhất được nuôi cho công chúng xem.